# Демофонт (син на Тезей)
Вижте пояснителната страница за други значения на Демофонт.
Демофонт (на латински: Demophon; на старогръцки: Δημοφῶν, също Demophoon, Δημοφόων) в древногръцката митология e цар на Атика в периода ок. 1184 до 1148 пр. Хр.
Демофонт е син на Тезей и втората му съпруга Федра – дъщеря на Минос и Пасифея. Има брат на име Акамант, с когото участва в Троянската война. Двамата са между четиридесетте герои, които се скриват в Троянския кон. След войната Демофонт изисква освобождението на баба си Етра, която е отвлечена заедно с Елена. След като Елена му дава право, Агамемнон я освобождава.
По пътя към дома, той спира на брега на тракийските бисалти и се влюбва във Филида, дъщеря на тракийския цар Ситон. Жени се за нея и заминава за Атина. От тъга по отсъстващия си любим, Филида се самоубива, като се преобразява в безлистно бадемово дърво, което след обхващането на Демофонт, започва да прокарва листа. Демофонт и Филида имат син Оксинт, който става цар на Атика (1149/8 – 1135/4 пр. Хр.)
Вероятно той е взел Паладиума от Троя и го е занесъл в Атина. Демофонт се солидаризира с Хераклидите против Евристей. След неговата смърт синът му Оксинт става цар на Атика.